# Alestorm
Alestorm je skotská folk/power metalová skupina z Perthu ve Skotsku. Původně byla známá jako Battleheart, ale kvůli podobnosti jména s Battlelore byla požádána, aby změnila jméno. Vznikla v roce 2004 a její hudba je charakteristická pirátským námětem často označovaným jako „True Scottish Pirate Metal“.

## Členové
- Christopher Bowes – zpěv, keytar
- Máté Bodor – kytara
- Gareth Murdock – basová kytara
- Elliot Vernon – klávesy
- Peter Alcorn – bicí

## Diskografie

### Alba
- Captain Morgan's Revenge (2008)
- Black Sails at Midnight (2009)
- Back Through Time (2011)
- Sunset on the Golden Age (2014)
- No Grave but the Sea (2017)
- Curse of the Crystal Coconut (2020)
- Seventh Rum of a Seventh Rum (2022)
- The Thunderfist Chronicles (2025)

EP
- Leviathan (2008)

Koncertní alba
- Live at the End of the Word (2013)
- Live In Tilburg (2021)